# TF1 Mobile
TF1 Mobile était une marque issue d'un partenariat entre TF1 et Bouygues Telecom lancée en France le 2 mai 2006. TF1 Mobile proposait des forfaits de communications mobiles.
L'offre de TF1 Mobile, qui vise un public âgé de plus de 25 ans, consiste en trois mini-forfaits d'une heure, 1 h 30 et 2 h, pour des prix allant de 19,90 euros à 29,90 euros par mois.
Certains programmes audiovisuels produits par la maison mère TF1 seront proposés aux clients via les portails mobiles WAP et i-mode de TF1 Mobile, en particulier les journaux télévisés et certains jeux.
TF1 Mobile avait pour objectif 300 000 clients un an après son lancement. Le groupe mise alors sur la force de sa marque, sur l'autopromotion et sur les 8 000 points de vente de Bouygues Telecom pour s'imposer.
Bouygues Telecom n'a pas accordé de contrat opérateur virtuel, ne souhaitant pas perdre de clients alors que son réseau est plus récent comparé à Orange et SFR. L'opérateur cible les accords virtuels tels qu'Universal Music Mobile ou TF1 Mobile. TF1 étant actionné par le groupe Bouygues, une offre mobile se devait d'être élaborée.
Depuis le 19 janvier 2007, l'offre TF1 Mobile n'est plus commercialisée. Les anciens clients garderont leur offre gérée par Bouygues Telecom.
Ainsi, TF1 Mobile a été l'opérateur ayant eu la durée de vie la plus courte et une fin des plus discrètes, sans aucun communiqué officiel.